# Liste des telenovelas et séries de Kanal D

Logo de Kanal D.

Cet article présente la liste des telenovelas et séries de Kanal D par année de 1993 à aujourd'hui.

## Années 1990

### 1993
- Üç Basamaklı Toplama İşlemi
- Sihirli Safiye
- Zaping Ailesi

### 1994
- Artist Palas
- Kızlar Sınıfı
- 155 Polis İmdat
- Kaygısızlar

### 1995
- Boşgezen ve Kalfası
- Bir Sessiz Adam

### 1996
- Bizim Aile
- Geceler
- Gizli Aşk
- Hiç Bana Sordun mu?
- Kaygısızlar
- Çılgın Bediş

### 1997
- İlk Aşk
- Melek Apartmanı
- Son Kumpanya
- Taksim Sarıyer
- Acı Günlerim
- Ayrı Dünyalar
- Unutabilsem
- Kaynanalar
- Ateş Dansı
- Yalan

### 1998
- Baskül Ailesi
- Sibel
- Delikanlı
- Yükselen Bir Deniz
- Yüzleşme
- Eyvah Babam
- Ruhsar

### 1999
- Uzaydan Adam Çıkmaz
- Yılan Hikayesi

## Années 2000

### 2000
- Fanatik
- Eyvah Kızım Büyüdü
- Evdeki Yabancı

### 2001
- Avcı
- Çarli İş Başında
- Mahallenin Muhtarları
- Aşkım Aşkım
- Bulutbey
- Yarım Elma
- Çifte Bela
- Vay Anam Vay

### 2002
- Azad
- Bayanlar Baylar
- Hastayım Doktor
- Karaoğlan
- Oyun İçinde Oyun
- Biz Size Aşık Olduk
- Gülbeyaz
- İki Arada
- Unutma Beni
- Berivan
- Kınalı Kar
- Yeni Hayat

### 2003
- Aşk Olsun
- Büyümüş de Küçülmüş
- Estağfurullah Yokuşu
- Hayat Bilgisi
- Yuvam Yıkılmasın
- Kampüsistan
- Hırçın Menekşe
- Lise Defteri
- Serseri
- Sultan Makamı
- Sihirli Annem

### 2004
- Adı Aşk Olsun
- Dayı
- Evli ve Çocuklu
- Hayalet
- Karım ve Annem
- Sil Baştan
- Tam Pansiyon
- Ağa Kızı
- Bir Dilim Aşk
- Bütün Çocuklarım
- Çemberimde Gül Oya
- Omuz Omuza
- Sahra
- Haziran Gecesi
- Yabancı Damat

### 2005
- Aşk Her Yaşta
- Aşk Oyunu
- Deli Dumrul
- Deli Duran
- Düşler ve Gerçekler
- Kadın Her Zaman Haklıdır
- Kapıları Açmak
- Kısmet
- Valley of the Wolves
- Masum Değiliz
- Nehir
- Rüzgarlı Bahçe
- Seher Vakti
- Pembe ve Mavi
- Seni Çok Özledim
- Sensiz Olmuyor
- Gümüş
- Hırsız Polis
- Ihlamurlar Altında
- Kırık Kanatlar

### 2006
- Anadolu Kaplanı
- Cemil Oldu Jimmy
- Esir Kalpler
- Gönül
- Hasret
- Karınca Yuvası
- Kod Adı
- Yaşanmış Şehir Hikayeleri
- Acemi Cadı
- Ah Polis Olsam
- Fırtına
- Sağır Oda
- Sev Kardeşim
- Binbir Gece
- Yaprak Dökümü

### 2007
- Gençlik Başımda Duman
- Kod Adı Kaos
- Sana Mecburum
- Yıldızlar Savaşı
- Oyun Bitti
- Zoraki Koca
- Bıçak Sırtı
- Elveda Derken
- Genco
- Menekşe ile Halil
- Sessiz Fırtına
- Annem
- Asi
- Kavak Yelleri

### 2008
- Cesaretin Var mı Aşka?
- Derman
- Düğün Şarkıcısı
- Hepimiz Birimiz İçin
- Aşk Yakar
- Gece Gündüz
- Yol Arkadaşım
- Aşk-ı Memnu
- Küçük Kadınlar
- Akasya Durağı

### 2009
- Bir Bulut Olsam
- Geniş Aile
- Hanımın Çiftliği

## Années 2010

### 2010
- Cuma'ya Kalsa
- Küçük Sırlar
- Mükemmel Çift
- Türkan
- Fatmagül'ün Suçu Ne?
- Kanıt
- Öyle Bir Geçer Zaman Ki

### 2011
- Bir Çocuk Sevdim
- Nuri
- Şüphe
- Üsküdar'a Giderken
- Yıllar Sonra
- Bizim Yenge
- Keşanlı Ali Destanı
- Kuzey Güney
- Umutsuz Ev Kadınları

### 2012
- Annem Uyurken
- Akasya Durağı
- Kötü Yol
- Sultan
- Veda
- Kayıp Şehir
- Yalan Dünya

### 2013
- A.Ş.K.
- Fatih
- Güzel Çirkin
- Çalıkuşu
- Güneşi Beklerken
- İnadına Yaşamak
- İntikam
- Kayıp
- Merhamet
- Vicdan

### 2014
- Analı Oğullu
- Ankara'nın Dikmen'i
- Bana Artık Hicran De
- Benim Adım Gültepe
- Boynu Bükükler
- Cinayet
- Ne Diyosuun
- Paşa Gönlüm
- Urfalıyam Ezelden
- Zeytin Tepesi
- Alın Yazım
- Hayat Yolunda
- Küçük Ağa
- Şeref Meselesi
- Ulan Istanbul
- Güllerin Savaşı
- Kurtlar Vadisi Pusu

### 2015
- Beş Kardeş
- Bir Deniz Hikayesi
- Kalbim Ege'de Kaldı
- Kara Kutu
- Yaz'ın Öyküsü
- Hayat Mucizelere Gebe
- Aşk ve Günah
- Güneşin Kızları
- Poyraz Karayel
- Kalbim Ege'de Kaldı
- Bir Deniz Hikayesi

### 2016
- Altınsoylar
- Babam ve Ailesi
- Kanıt: Ateş Üstünde
- Hayatımın Aşkı
- Tatlı İntikam
- Bodrum Masalı
- Hayat Şarkısı
- Vatanım Sensin

### 2017
- Adı Efsane
- Dostlar Mahallesi
- Evlat Kokusu
- Hayati ve Diğerleri
- İki Yalancı
- İsimsizler
- Kara Yazı
- Masum
- Sevda'nın Bahçesi
- Tutsak
- Ver Elini Aşk
- Kızlarım İçin
- Meryem
- Siyah Beyaz Aşk

### 2018
- Gülizar
- Hıçkırık
- Mehmed: Bir Cihan Fatihi
- İnsanlik Suçu
- Ben Bilmem Eşim Bilir All Star
- Koca Koca Yalanlar
- Bir Umut Yeter
- Bir Litre Gözyaşı
- Muhteşem İkili
- İkizler Memo-Can

### 2019
- Yüzleşme
- Leke
- Yaralı Kuşlar
- Azize
- Afili Aşk
- Zalim İstanbul
- Hekimoğlu

## Années 2020

### 2020
- Hizmetçiler
- Dudullu Postası
- Çatı Katı Aşk
- Yeni Hayat
- Bir Annenin Günahı
- Babam Çok Değişti
- Sadakatsiz

### 2021
- Osmanlı: Bir İmparatorluğun Yükselişi
- Aşkın Tarifi
- Baht Oyunu
- Kırık Hayatlar
- Camdaki Kız
- Yargı
- Çember
- İntibah

### 2022
- Üç Kız Kardeş

### Sources
- (en) Cet article est partiellement ou en totalité issu de l’article de Wikipédia en anglais intitulé « Kanal D » (voir la liste des auteurs).